# Karabin LRMG
Lockless Rifle/Machine Gun (LRMG) – skonstruowana w latach 70. XX wieku broń mogąca pełnić funkcję karabinu automatycznego i ręcznego karabinu maszynowego.

## Historia
Pomimo wprowadzenia w latach 60. do uzbrojenia US Armed Forces karabinu M16 w USA kontynuowano prace nad nowymi typami broni strzeleckiej. W latach 70. firma Hughes Helicopter and Ordance Systems rozpoczęła na zlecenie Advanced Research Projects Agency prace nad bronią zasilaną amunicją bezłuskową. Efektem tych prac był prototyp broni oznaczony jako LRMG. Nowa broń dzięki połączeniu niewielkiej masy z wysoką szybkostrzelnością praktyczną miała zastąpić klasyczne karabiny i ręczne karabiny maszynowe.
W następnych latach finansowanie prac przejęła US Army Armament Command. Prototyp przeszedł serię testów, podczas których wystrzelono ok. 2000 naboi, ale ostatecznie finansowanie programu LRMG z budżetu federalnego zostało wstrzymane i został on zakończony.

## Opis konstrukcji
LRMG był bronią samoczynno-samopowtarzalną. Zasada działania automatyki oparta na odprowadzaniu części gazów prochowych przez boczny otwór lufy. Komora nabojowa była uszczelniana ruchomą tuleją.
LRMG był bronią zasilaną z magazynków 64 nabojowych. Magazynki były jednorazowego użytku, ładowane fabrycznie.
Lufa szybkowymienna, pod lufą można było montować dwójnóg. LRMG był wyposażony był w łoże i chwyt pistoletowy. Kolba składana. Przyrządy celownicze mechaniczne.